# Tansen (musicista)
Tansen (comunemente noto come Sangeet Samrat (lett. "re della musica"); 1493/1500 circa – 26 aprile 1589) è stato un musicista indiano.
Nato in una famiglia indù di brahmini (per la precisione brahmini Gaur), apprese l'arte della musica nella regione nordoccidentale del moderno Madhya Pradesh. Trascorse gran parte della sua vita alla corte di Raja Ramchandra Singh, re di Rewa, indi nel 1562 si trasferì al palazzo dell'imperatore moghul Akbar.
Su di lui sono state scritte numerose leggende di dubbia storicità. Akbar lo considerava uno dei Navaratna ("nove gioielli") e gli conferì il titolo di "mian", un onorifico che significa "uomo colto".
Gli sono state attribuite molte composizioni diffuse nelle regioni settentrionali del subcontinente indiano. Fu anche uno strumentista che rese popolari e migliorò alcuni strumenti musicali. Tra le personalità più influenti della tradizione della musica indostana, è considerato da numerose gharana (scuole di musica regionali) dell'India settentrionale il fondatore del loro lignaggio.
Tansen è ricordato per le sue epiche dhrupad e per i raga da lui ideati, nonché per i suoi classici Sri Ganesh Stotra e Sangita Sara.

## Biografia

### Infanzia
La maggior parte delle fonti colloca la sua nascita intorno al 1500 d.C., o tra il 1493 e il 1506. Anche sulla sua biografia non c'è chiarezza tra le fonti, poiché esistono molti resoconti contrastanti ma che condividono alcuni elementi. I fatti storici su Tansen sono difficili da estrarre dalle leggende iperboliche e contraddittorie che lo circondano.
Secondo gli elementi comuni nelle varie storie, il nome di Tansen da bambino era Ramtanu. Suo padre Mukund Pandey (noto anche come Mukund Pande o Mukund Ram) era un ricco poeta e musicista affermato che era stato un sacerdote del tempio indù di Varanasi.
Tansen apprese e perfezionò la sua arte nella regione intorno a Gwalior, nel moderno Madhya Pradesh. Visse gran parte della sua vita alla corte del re indù di Rewa Raja Ramchandra Singh, dove acquisì gran popolarità. Stretto confidente del suo sovrano a tal punto da suonare spesso insieme a lui, colse l'attenzione dell'imperatore moghul Akbar, che lo invitò alla sua corte.

### Gli studi e la vita a corte

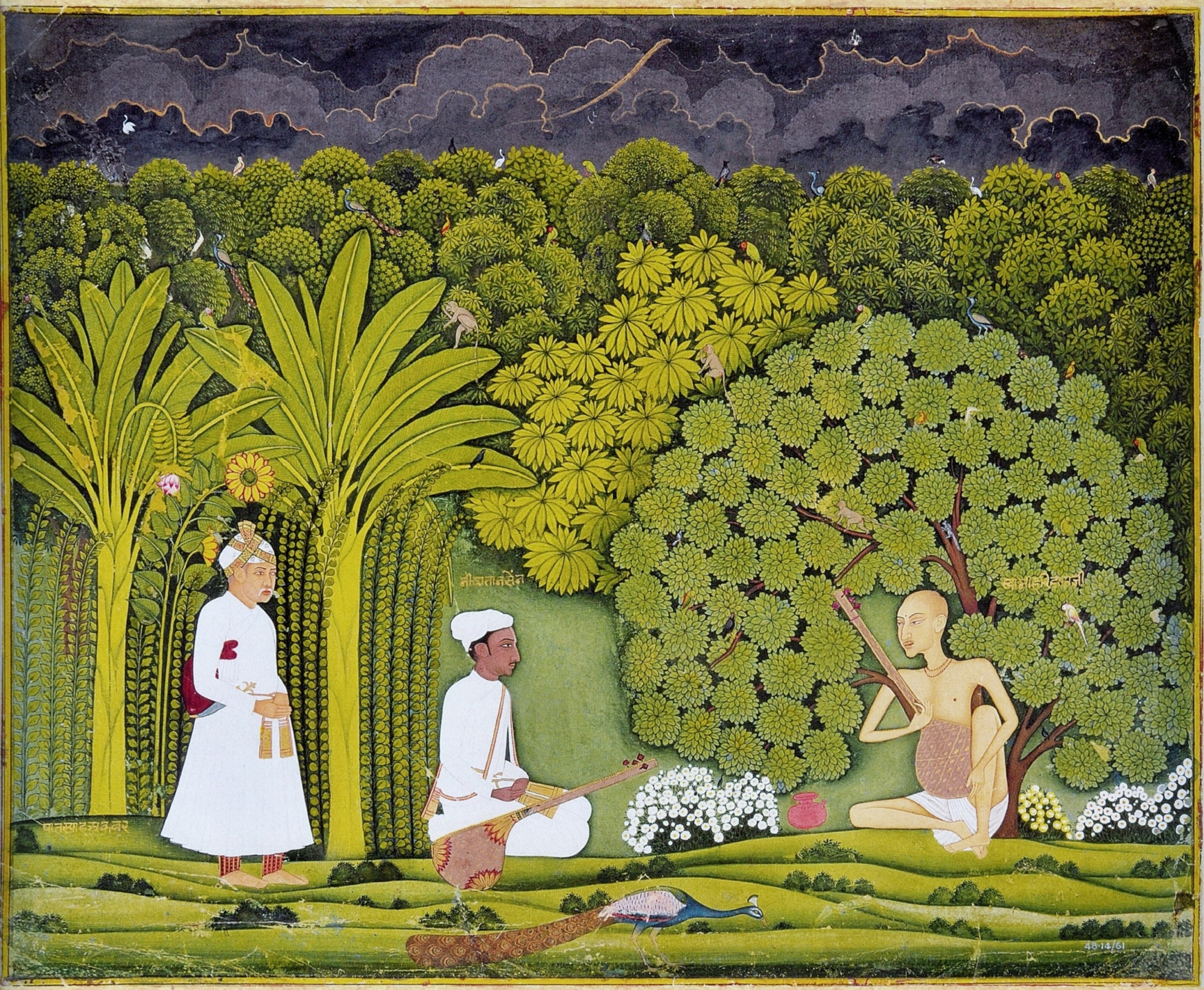
Akbar osserva una lezione impartita da Swami Haridas a Tansen. Situazione immaginaria rappresentata nella pittura in miniatura moghul (stile Rajastan, 1750 d.C. circa).

Le leggende orali sui primi anni di vita e sulla scuola di Tansen differiscono particolarmente a seconda che la storia abbia origine nelle leggende indù (visnuismo) o in quelle musulmane (sufismo). Nelle versioni indù, il santo bhakti e poeta-musicista Swami Haridas fu la maggiore influenza su Tansen, mentre nelle biografie islamiche si dice che fosse il mistico musulmano sufi di nome Muhammad Ghaus. Secondo la storica musicale Bonnie Wade, è ampiamente accettato che Swami Haridas sia stato l'insegnante di Tansen ed è chiaro che lo stesso Tansen avesse contatti con Muhammad Ghaus, tuttavia le prove lasciano ipotizzare che il musicista avesse un legame più forte con la musica piuttosto che con le due religioni.
In base alla ricostruzione sulla base delle leggende, Tansen avrebbe mostrato il suo talento musicale all'età di 6 anni, avrebbe studiato con Swami Haridas e sarebbe approdato alla corte del sovrano di Gwalior, che gli avrebbe conferito il titolo onorifico di "Tansen". Grazie ad Haridas, Tansen sviluppò la passione per i dhrupad e per le composizioni nella lingua locale, in un momento storico in cui la tradizione bhakti stava favorendo il passaggio dal sanscrito alle lingue locali (brajbhasa e hindi). Dopo la morte di suo padre Tansen tornò al suo luogo di origine, dove si dice che era solito cantare in un tempio dedicato a Shiva.
Le agiografie menzionano che Tansen incontrò il mistico sufi Muhammad Ghaus. Negli ultimi anni della sua vita continuò a comporre in braj bhasha invocando temi tradizionali come Krishna e Shiva.
La presenza di musicisti come Tansen alla corte di Akbar fu un tentativo di accettare e integrare le tradizioni indù e musulmane all'interno dell'Impero moghul. Tansen divenne uno dei preziosi Navaratna (lett. nava = nove, ratna = gioiello) della corte di Akbar e ricevette il titolo onorifico Mian.

### Composizioni
Le composizioni musicali di Tansen coprivano molti temi e adottavano lo stile dhrupad. La maggior parte di questi derivava dai purana indù, erano composti in lingua braj bhasha e lodavano gli dei come Ganesha, Saraswati, Surya, Shiva e Visnù. Tuttavia compose anche encomi per i suoi sovrani.

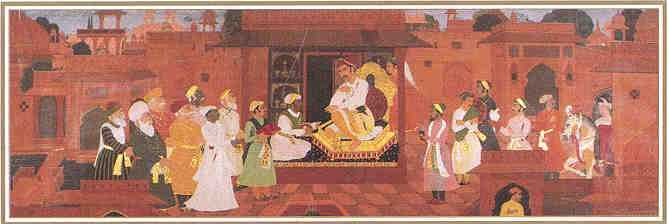
Tansen alla corte dell'imperatore Akbar insieme a Todar Mal, Abul Fazal, Faizi e Abdur Rahim Khan-i-Khana (intorno al XVI secolo)

### Morte
L'anno della morte di Tansen, come gran parte della sua biografia, non è chiaro. Secondo una versione scritta da storici islamici Tansen morì nel 1586 a Delhi e Akbar e gran parte della sua corte parteciparono al corteo funebre che fu organizzato secondo le usanze musulmane. Altre versioni scritte da storici indù, così come nell'Akbarnama di Abul Fazl, morì il 26 aprile 1589 e il suo funerale osservò le usanze indù. Tansen fu sepolto nel complesso del mausoleo del suo maestro sufi Shaikh Muhammad Ghaus a Gwalior, dove ogni anno nel mese di dicembre si tiene il festival Tansen Samaroh a lui dedicato.

### Vita privata
Tansen sposò una donna chiamata Hussaini ed ebbe quattro figli e una figlia, tutti distinti musicisti. Una leggenda afferma che Tansen era stato sposato anche con una figlia di Akbar di nome Mehrunissa.

## Nella cultura popolare
Diversi film hindi sono stati realizzati sulla vita di Tansen, con trame per lo più aneddotiche. Alcuni di loro sono Tansen (1943), un musical di successo prodotto da Ranjit Movietone, con K. L. Saigal e Khursheed Bano. Altri film che raccontano della sua vita sono Tansen (1958) e Sangeet Samrat Tansen (1962). Tansen è anche un personaggio importante, pur non avendo dignità di protagonista, nel musical storico Baiju Bawra (1952), basato sulla vita del suo omonimo contemporaneo.

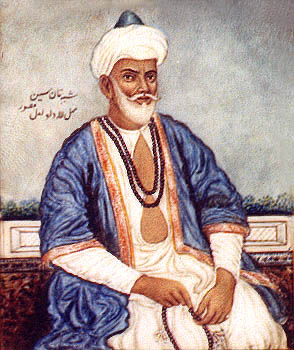
Ritratto di Tansen
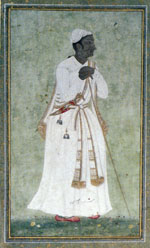
Dipinto moghul di Tansen c.1580
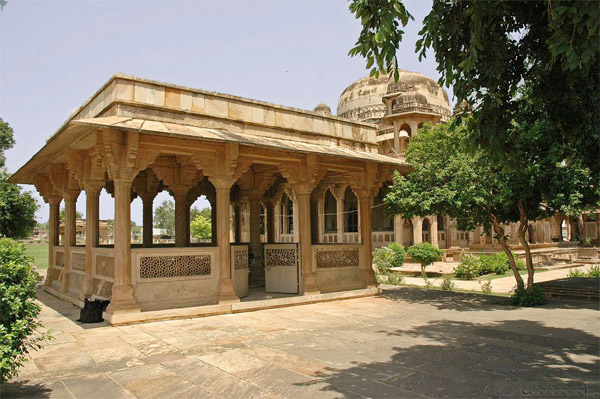
La tomba di Tansen a Gwalior, vicino alla tomba del suo maestro sufi Muhammad Ghaus
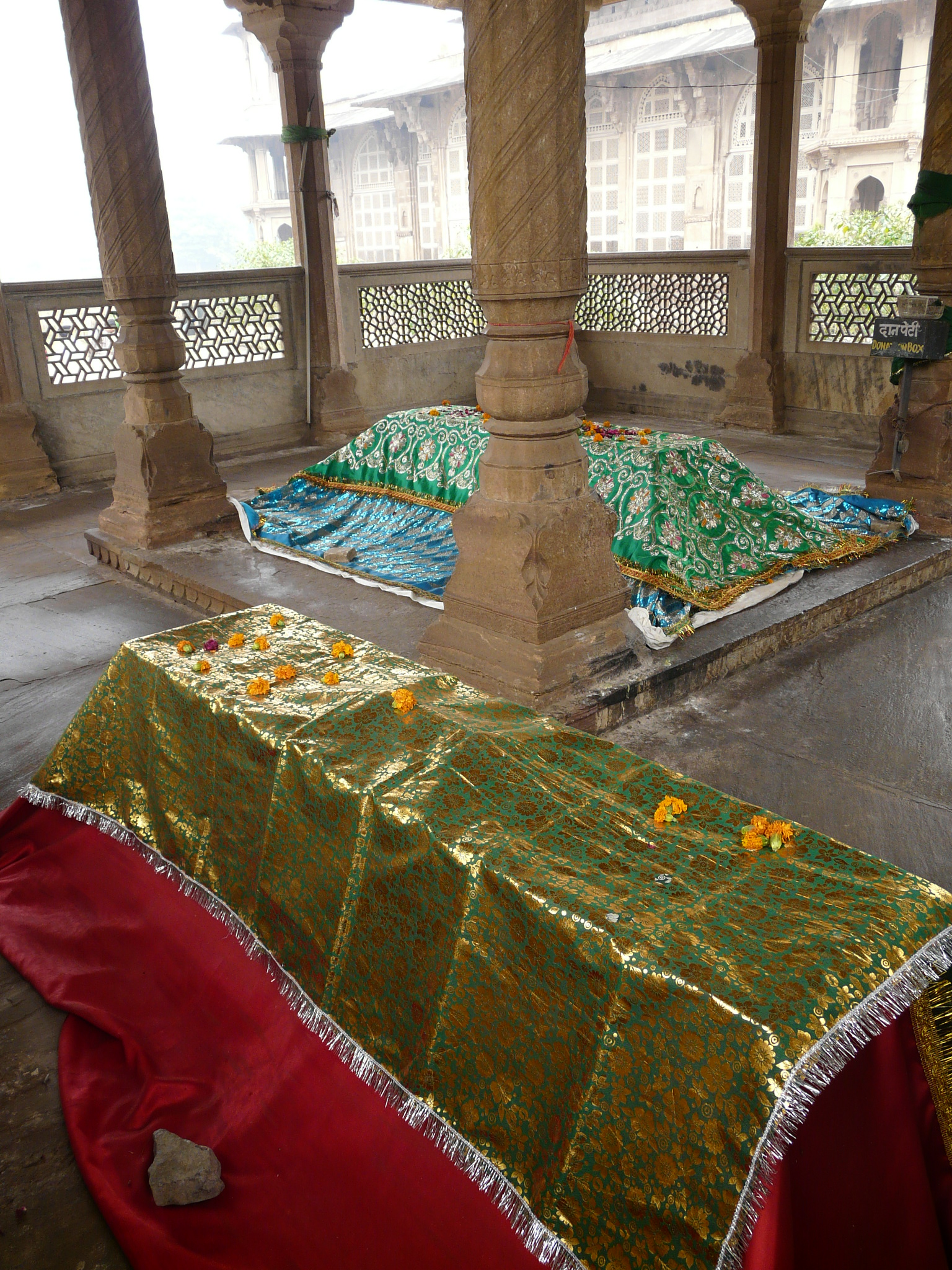
All'interno della tomba di Tansen
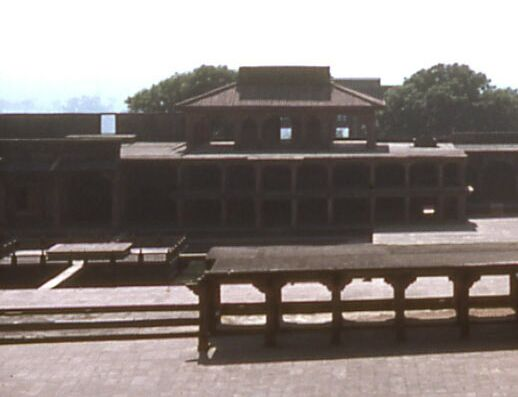
Le sale delle udienze di Fatehpur Sikri, con Anup Talao a sinistra.
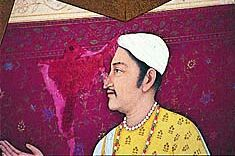
Rappresentazione di Tansen del XX secolo

## Tributi e riconoscimenti
Il forte di Fatehpur Sikri è associato alla permanenza di Tansen alla corte di Akbar. Vicino alle stanze dell'imperatore fu costruito uno specchio d'acqua su una piccola isola, dove si tenevano spettacoli musicali. Oggi questa vasca chiamata Anup Talao può essere vista vicino alla sala delle udienze pubbliche o Diwan-i-Aam, che non è altro che una piattaforma centrale raggiungibile tramite quattro passerelle. Si dice che Tansen vi eseguisse i suoi raga in diversi momenti della giornata e che l'imperatore e il suo pubblico selezionato lo onorassero con offerte in denaro. Anche la sua presunta casa si trova nelle vicinanze.
Gli è stato dedicato il cratere Tansen sul pianeta Mercurio.